# Mystacides bifidus
Mystacides bifidus là một loài Trichoptera trong họ Leptoceridae. Chúng phân bố ở miền Cổ bắc.